# Степук Святослав-Любомир Ярославович
Святослав-Любомир Степук (1 жовтня 1995, м. Львів — 11 листопада 2023, поблизу Кліщіївки) — український військовослужбовець, солдат 80-ї ОДШБр, що загинув у ході російсько-української війни. Кавалер ордена За мужність ІІІ ступеня.

## Життєпис
Народився 1 жовтня 1995 року у Львові. Здобув освіту в технічному фаховому коледжі Національного університету «Львівська політехніка» за фахом «телерадіомеханік».
Протягом 2015—2017 років проходив строкову службу у складі спецпідрозділу «Барс» Національної гвардії України. Згодом підписав контракт із 80-ою окремою десантно-штурмовою бригадою ДШВ ЗСУ. Виконував бойові завдання у зоні проведення АТО/ООС. Постійно працював над вдосконаленням індивідуальних бойових навичок, адже змалку мріяв про те, щоби стати військовим. Після повернення до цивільного життя працював у продуктовій гуртівні.
Перед повномасштабним вторгненням росії поїхав до Чехії. За два тижні повернувся на Батьківщину та добровільно вступив до лав 80-ої бригади. Боронив державу на найрізноманітніших напрямках: на території Донеччини, Харківщини та Миколаївщини. Декілька разів отримував серйозні поранення, зокрема, під час звільнення Ізюму.

## Загибель
Після проходження останнього лікування повернувся на передову. Загинув 11 листопада 2023 року поблизу Кліщіївки. Похорон відбувся 14 листопада 2023 у Львові. Похований на Личаківському цвинтарі у Львові.

## Нагороди
- Орден «За мужність» ІІІ ступеня (20 грудня 2023, посмертно) — за особисту мужність, виявлену у захисті державного суверенітету та територіальної цілісності України, самовіддане виконання військового обов'язку[1].